# Poltava
Poltava (ukrajinsko Полтава) je mesto na severovzhodu Ukrajine, prometno križišče, upravno središče Poltavskega rajona in Poltavski oblasti. Ima okoli 292469 prebivalcev (2016). 
Mesto leži ob reki Vorskla. Poimenovano po reki Ltava, ob kateri je bilo ustanovljeno ob koncu 9. stoletja.